# Mărăndeni
Mărăndeni è un comune della Moldavia situato nel distretto di Fălești di 2.877 abitanti al censimento del 2004